# Danay Suárez
Danay Suárez (sinh ra Danay Suárez Fernández c. 1985) là một ca sĩ nhạc R & B và rap người Cuba. Cô đã gây được sự chú ý ở châu Âu, chủ yếu ở Pháp.
Cô xuất hiện tại lễ hội Banlieues Bleues ngày 8 tháng 4 năm 2011 và đã xuất hiện trên truyền hình quốc gia ở Pháp.
Cô bắt đầu khởi nghiệp trong ngành công nghiệp âm nhạc vào năm 2007 với lời kêu gọi lạnh lùng với vị vua hợp nhất Cuba X-Alfonso. Công việc của cô với X-Alfonso đã dẫn đến phát hiện của cô vài năm sau đó bởi Gilles Peterson.
Gilles Peterson đưa cô vào album Havana Cultura đầu tiên. Cô cũng đã phát hành một CD dưới tên của mình.
Billboard đã gọi cô là một trong 10 nghệ sĩ reggaeton "sắp tới" của họ trong một bài viết tháng 8 năm 2014.
Năm 2017, cô được đề cử bốn giải Grammy Latin ở nhiều hạng mục khác nhau, bao gồm Nghệ sĩ mới xuất sắc nhất và Album của năm.